# Björn Forsberg
Björn Reinhold Forsberg, född 24 september 1942 i Örebro, är en svensk sångare, skådespelare och regissör.

## Biografi
Inspirerad av Lasse Lönndahl bestämde sig Forsberg för att bli sångare. Han utbildade sig vid Calle Flygare Teaterskola i Stockholm och debuterade i musikalen En kul grej hände på vägen till Forum på Cabaréteatern Liseberg i Göteborg 1965. Sedan följde tio års turnerande med Riksteatern där han medverkade i operetter och musikaler som Blåjackor, Call Me Madam, Teaterbåten och Min syster och jag.
1973 kom han till Malmö Stadsteater där han sedan var anställd i 23 år. Bland rollerna på stadsteatern kan nämnas Boni i Csardasfurstinnan, Forestier i Can Can, General Nelson i Animalen, Vittorio Vitale i Sweet Charity och Sky Masterson i Guys and Dolls.
Under tre somrar spelade han operett hos Nils Poppe på Fredriksdalsteatern i Helsingborg, Blomman från Hawaii 1982 och 1991, samt Lilla Helgonet 1984.
Efter pensioneringen från Malmö Stadsteater har Forsberg producerat och spelat musikteater i egen regi på Kristianstads teater, bland annat Sound of Music, My Fair Lady, Glada änkan, Csardasfurstinnan och Vita Hästen.

## Teater

### Roller (ej komplett)
| År   | Roll                         | Produktion                                                                                                  | Regi            | Teater                   |
| ---- | ---------------------------- | --- | --------------- | ------------------------ |
| 1979 |                              | Spelman på taket (Fiddler on the Roof) Jerry Bock, Sheldon Harnick och Joseph Stein                         | Edith Roger     | Helsingborgs stadsteater |
| 1980 | Michael                      | I nöd och lust (I Do! I Do!) Harvey Schmidt och Tom Jones                                                   | Gordon Marsh    | Helsingborgs stadsteater |
| 1981 | Nikos                        | Dansa för mej, Zorba! (Zorba) John Kander, Fred Ebb och Joseph Stein                                        | John Zacharias  | Helsingborgs stadsteater |
| 1982 | Kapten Reginald Harold Stone | Blomman från Hawaii (Die Blume von Hawaii) Paul Abraham, Alfred Grünwald, Fritz Löhner-Beda och Imre Földes | Gösta Folke     | Fredriksdalsteatern      |
| 1991 | Kapten Reginald Harold Stone | Blomman från Hawaii (Die Blume von Hawaii) Paul Abraham, Alfred Grünwald, Fritz Löhner-Beda och Imre Földes | Claes Sylwander | Fredriksdalsteatern      |
| 2012 | Kejsar Frans Josef II        | Vita Hästen (Im weißen Rößl) Ralph Benatzky, Erik Charell och Hans Müller                                   | Anders Aldgård  | Nöjesteatern             |